# Eleições na Suécia

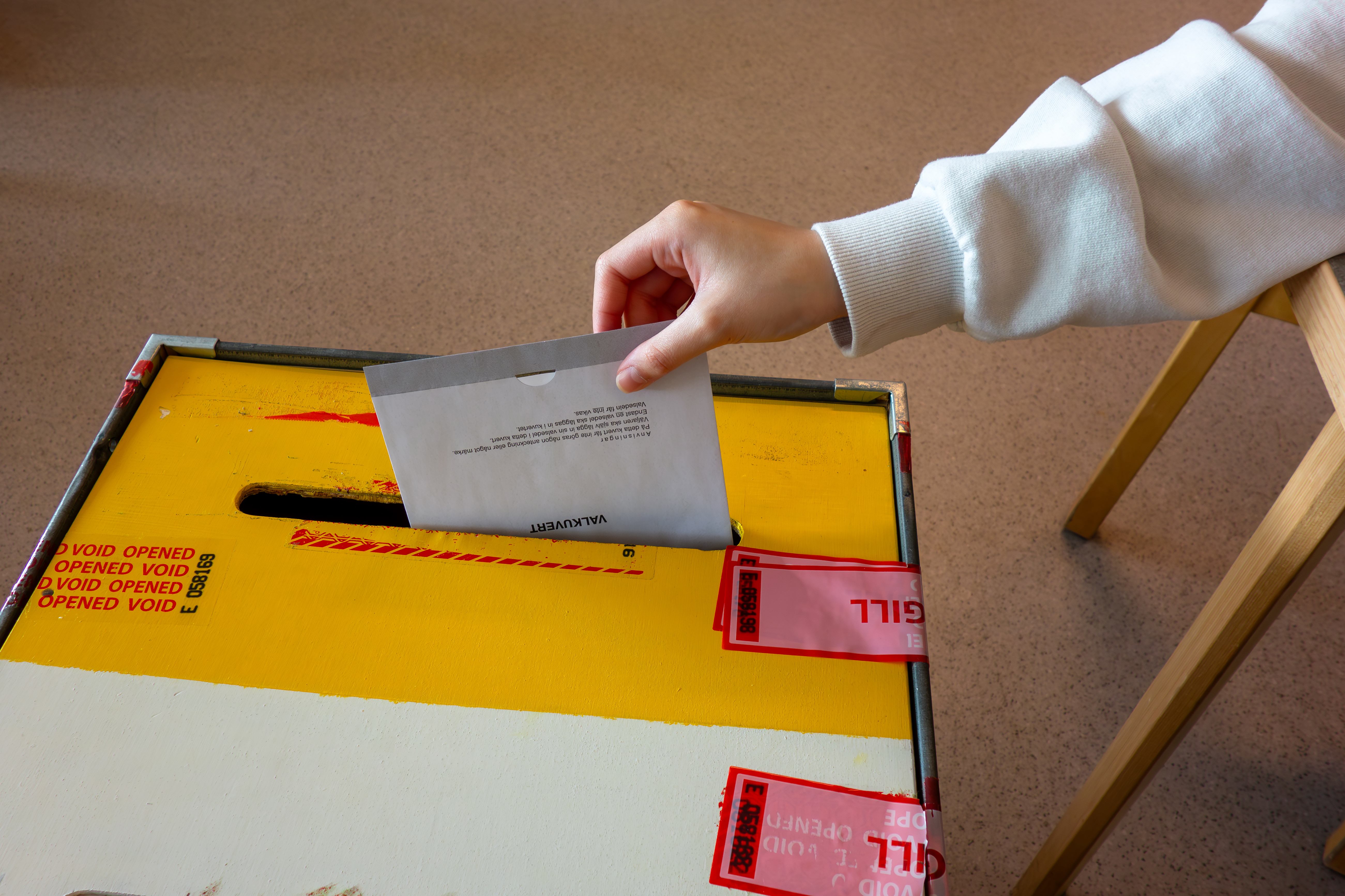
Foto de um voto sendo posto na urna, nas eleições suecas para a UE em 2024, cidade de Stångenässkolan.

As eleições gerais na Suécia ocorrem de quatro em quatro anos no mês de setembro. Nessa ocasião, os eleitores elegem representantes para o Parlamento (Riksdagen), as Assembleias regionais (Landstingsfullmäktige), e as Assembleias municipais (Kommunfullmäktige) do país.

Noutra data, são realizadas as eleições europeias (Europaparlamentsval), onde os eleitores escolhem de cinco em cinco anos os representantes suecos para o Parlamento Europeu.

Nas eleições eclesiásticas (Kyrkovalet), os membros da Igreja da Suécia elegem os seus dirigentes locais, regionais e nacionais, também para um período de 4 anos. 